# Adela
Adela es un nombre propio femenino de origen germánico el cual significa "noble", deriva del alto alemán Adalheidis

## Etimología
La raíz germánica Athal, designaba la nobleza; a partir de la misma se han derivado numerosos nombres propios, tanto masculinos como femeninos. El elemento Adel (en su forma inglesa; Ethel) forma parte de compuestos como Adelardo, Adalberto o Adelaida, del cual Adela es un hipocorístico.

## En otras lenguas
Catalán y gallego: Adela
Francés: Adèle
Portugués (Brasil y Portugal): Adéla, Adélia o Adelaide
Inglés: Ethel, Adele
Italiano: Adele
Alemán: Ada, Adele
Húngaro: Adél